# Argentinië op de Olympische Winterspelen
Argentinië maakte in 1928 haar debuut op de Olympische Winterspelen. In de Zwitserse stad Sankt Moritz kwam het land met tien deelnemers aan de start.
Op deze pagina vindt u een overzicht van de belangrijkste prestaties van de Argentijnse sporters op de Olympische Winterspelen. Tot op heden slaagde nog geen enkele Argentijn erin om op de Winterspelen een medaille te halen. Argentinië was inclusief de Spelen in 2006 16 keer aanwezig.

## Top 3 prestaties per sport

### Alpineskiën
| prestatie | naam             | jaar |
| --------- | ---------------- | ---- |
| 31e       | Luis Rosenkjer   | 1976 |
| 31e       | Norberto Quiroga | 1980 |
| 36e       | Marcelo Martinez | 1980 |

| prestatie | naam                 | jaar |
| --------- | -------------------- | ---- |
| 30e       | Nicolas Arsel        | 2002 |
| 32e       | Agustin Garcia Jurjo | 2002 |
| 39e       | Jorge Birkner        | 1988 |

| prestatie | naam                    | jaar |
| --------- | ----------------------- | ---- |
| 23e       | Cristian Simari Birkner | 2006 |
| 30e       | Cristian Simari Birkner | 2002 |
| 32e       | Osvaldo Ancinas         | 1960 |
| 32e       | Luis Rosenkjer          | 1976 |

| prestatie | naam                    | jaar |
| --------- | ----------------------- | ---- |
| 16e       | Osvaldo Ancinas         | 1960 |
| 17e       | Cristian Simari Birkner | 2002 |
| 22e       | Jorge Birkner           | 1984 |

| prestatie | naam                    | jaar |
| --------- | ----------------------- | ---- |
| 23e       | Nicolas Arsel           | 2002 |
| 23e       | Cristian Simari Birkner | 2006 |
| 24e       | Jorge Birkner           | 1988 |

| prestatie | naam               | jaar |
| --------- | ------------------ | ---- |
| 27e       | Carolina Eiras     | 1988 |
| 28e       | Ana Maria Dellai   | 1952 |
| 28e       | Astrid Steverlynck | 1988 |

| prestatie | naam                    | jaar |
| --------- | ----------------------- | ---- |
| 31e       | Macarena Simari Birkner | 2002 |
| 36e       | Carolina Birkner        | 1988 |
| 37e       | Carolina Eiras          | 1988 |

| prestatie | naam             | jaar |
| --------- | ---------------- | ---- |
| 24e       | Carolina Birkner | 1988 |
| 25e       | Carolina Eiras   | 1988 |
| 27e       | Carolina Eiras   | 1992 |

| prestatie | naam              | jaar |
| --------- | ----------------- | ---- |
| 18e       | Magdalena Birkner | 1984 |
| 20e       | Carolina Eiras    | 1988 |
| 22e       | Carolina Birkner  | 1988 |

| prestatie | naam                    | jaar |
| --------- | ----------------------- | ---- |
| 17e       | Macarena Simari Birkner | 2002 |
| 19e       | Carola Calello          | 1998 |
| 20e       | Maria Simari Birkner    | 2002 |

### Biatlon
| prestatie | naam                     | jaar |
| --------- | ------------------------ | ---- |
| 48e       | Raul Daniel Abella       | 1980 |
| 49e       | Luis Fernando Rios       | 1980 |
| 50e       | Jorge Orencio Jose Salas | 1980 |

| prestatie | naam               | jaar |
| --------- | ------------------ | ---- |
| 47e       | Luis Fernando Rios | 1980 |
| 55e       | Victor Figueroa    | 1984 |
| 58e       | Luis Fernando Rios | 1984 |

| prestatie | naam           | jaar |
| --------- | -------------- | ---- |
| 36e       | Maria Giro     | 1992 |
| 54e       | Maria Giro     | 1994 |
| 68e       | Fabiana Lovece | 1992 |

| prestatie | naam           | jaar |
| --------- | -------------- | ---- |
| 63e       | Maria Giro     | 1992 |
| 66e       | Maria Giro     | 1994 |
| 69e       | Natalia Lovece | 2002 |

### Bobsleeën
| prestatie | naam                             | jaar |
| --------- | -------------------------------- | ---- |
| 15e       | Marcello de Ridder Hector Tomasi | 1948 |
| 18e       | Hector Tomasi Jurado Rodriguez   | 1964 |
| 19e       | Roberto Bordeu Hernan Agote      | 1964 |

| prestatie | naam                                                                                   | jaar |
| --------- | -------------------------------------------------------------------------------------- | ---- |
| 4e        | Arturo Gramajo Mariano Domari Rafael Iglesias Ricardo Gonzáles Moreno John Victor Nash | 1928 |
| 5e        | Eduardo Hope Jorge del Carril Horacio Gramajo Horacio Iglesias Héctor Milberg          | 1928 |
| 8e        | Carlos Tomasi Roberto Bordeu Carlos Sareisian Hector Tomasi                            | 1952 |

### Freestyleskiën
| prestatie | naam        | jaar |
| --------- | ----------- | ---- |
| 25e       | Clyde Getty | 2002 |
| 28e       | Clyde Getty | 2006 |

| prestatie | naam               | jaar |
| --------- | ------------------ | ---- |
| 30e       | Ignacio Bustamante | 1992 |

### Langlaufen
| prestatie | naam               | jaar |
| --------- | ------------------ | ---- |
| 92e       | Luis Argelmancilla | 1992 |
| 97e       | Guillermo Alder    | 1992 |
| 104e      | Sebastian Menci    | 1992 |

| prestatie | naam                | jaar |
| --------- | ------------------- | ---- |
| 53e       | Francisco Jerman    | 1960 |
| 56e       | Marcos Luis Jerman  | 1980 |
| 60e       | Martin Tomas Jerman | 1980 |

| prestatie | naam               | jaar |
| --------- | ------------------ | ---- |
| 44e       | Francisco Jerman   | 1960 |
| 50e       | Marcos Luis Jerman | 1980 |
| 65e       | Marcos Luis Jerman | 1976 |

| prestatie | naam           | jaar |
| --------- | -------------- | ---- |
| 50e       | Ricardo Holler | 1984 |
| 59e       | Julio Moreschi | 1988 |

| prestatie | naam                                                             | jaar |
| --------- | ---------------------------------------------------------------- | ---- |
| 17e       | Julio Moreschi Norberto Baumann Ricardo Holler Alejandro Baratta | 1984 |

| prestatie | naam       | jaar |
| --------- | ---------- | ---- |
| 57e       | Ines Alder | 1992 |

| prestatie | naam       | jaar |
| --------- | ---------- | ---- |
| 49e       | Ines Alder | 1992 |

### Rodelen
| prestatie | naam           | jaar |
| --------- | -------------- | ---- |
| 31e       | Ruben Gonzalez | 1992 |
| 33e       | Ruben Gonzalez | 1988 |
| 41e       | Ruben Gonzalez | 2002 |

| prestatie | naam             | jaar |
| --------- | ---------------- | ---- |
| 24e       | Michelle Despain | 2006 |

### Skeleton
mannen
| prestatie | naam            | jaar |
| --------- | --------------- | ---- |
| 26e       | German Glessner | 2002 |

### Snowboarden
Parallel reuzenslalom mannen
| prestatie | naam          | jaar |
| --------- | ------------- | ---- |
| 21e       | Mariano Lopez | 1998 |

## Medailles
Argentinië heeft nog nooit een medaille tijdens de Winterspelen behaald.
| Argentinië op de Olympische Winterspelen | Argentinië op de Olympische Winterspelen | Argentinië op de Olympische Winterspelen | Argentinië op de Olympische Winterspelen | Argentinië op de Olympische Winterspelen |
| ---------------------------------------- | ---------------------------------------- | ---------------------------------------- | ---------------------------------------- | ---------------------------------------- |
| Jaar                                     | Goud ·                                   | Zilver ·                                 | Brons ·                                  | Totaal                                   |
| 1924                                     | -                                        | -                                        | -                                        | -                                        |
| 1928                                     | 0                                        | 0                                        | 0                                        | 0                                        |
| 1932                                     | -                                        | -                                        | -                                        | -                                        |
| 1936                                     | -                                        | -                                        | -                                        | -                                        |
| 1948                                     | 0                                        | 0                                        | 0                                        | 0                                        |
| 1952                                     | 0                                        | 0                                        | 0                                        | 0                                        |
| 1956                                     | -                                        | -                                        | -                                        | -                                        |
| 1960                                     | 0                                        | 0                                        | 0                                        | 0                                        |
| 1964                                     | 0                                        | 0                                        | 0                                        | 0                                        |
| 1968                                     | 0                                        | 0                                        | 0                                        | 0                                        |
| 1972                                     | 0                                        | 0                                        | 0                                        | 0                                        |
| 1976                                     | 0                                        | 0                                        | 0                                        | 0                                        |
| 1980                                     | 0                                        | 0                                        | 0                                        | 0                                        |
| 1984                                     | 0                                        | 0                                        | 0                                        | 0                                        |
| 1988                                     | 0                                        | 0                                        | 0                                        | 0                                        |
| 1992                                     | 0                                        | 0                                        | 0                                        | 0                                        |
| 1994                                     | 0                                        | 0                                        | 0                                        | 0                                        |
| 1998                                     | 0                                        | 0                                        | 0                                        | 0                                        |
| 2002                                     | 0                                        | 0                                        | 0                                        | 0                                        |
| 2006                                     | 0                                        | 0                                        | 0                                        | 0                                        |
| 2010                                     | 0                                        | 0                                        | 0                                        | 0                                        |
| 2014                                     | 0                                        | 0                                        | 0                                        | 0                                        |
| 2018                                     | -                                        | -                                        | -                                        | -                                        |
| 2022                                     | -                                        | -                                        | -                                        | -                                        |
| Totaal                                   | 0                                        | 0                                        | 0                                        | 0                                        |